# Антонов, Сергей Петрович
Сергей Петрович Анто́нов (3 [16] мая 1915, Петроград — 29 апреля 1995, Москва) — русский советский писатель, драматург, киносценарист, литературный критик. Лауреат Сталинской премии третьей степени (1951).

## Биография
Родился 3 (16) мая 1915 года в Петрограде в семье инженера-путейца, мать была дочерью крупного инженера-железнодорожника. Как писал Антонов, «всё мое окружение в детстве отличалось техническим практицизмом и скептическим отношением ко всему тому, что определяется словом „гуманитарное“ — в том числе и к литературе». Тем не менее, стихи и рассказы он начал писать с десяти лет. По окончании средней школы работал бетонщиком, каменщиком и арматурщиком на стройках.
Источники утверждают, что он окончил в 1938 году Ленинградский автодорожный институт и начал работать инженером-строителем. Однако в Фонде Р-9368 ЦГА СПб. отсутствует личное дело студента Сергея Петровича Антонова.
Участвовал в советско-финской и Великой Отечественной войнах (с первых до последних дней). Служил в дорожно-строительных частях, был начальником производственно-технического отдела 8-го военно-дорожного управления, строил мосты и укрепления. Прошёл Ленинградский, Волховский и 2-й Прибалтийский фронты. Войну закончил в звании инженер-майора.
Литературная деятельность Антонова началась с 1942 года, в 1944 году были опубликованы первые стихотворения. После войны работал прорабом на восстановлении жилых домов, в 1946—1948 годах преподавал в институте. В 1947 году принял участие в I Всесоюзном совещании молодых писателей, где получил высокую оценку Константина Паустовского; в том же году был опубликован его рассказ «Весна». По совету Анны Ахматовой бросил стихосложение и в дальнейшем творил в прозе.
В 1950 году вышли сборники рассказов «По дорогам идут машины» и «Мирные люди», а также повесть «Поддубенские частушки», пользовавшаяся особенной популярностью. В 1960-е годы — повести «Порожний рейс», «Алёнка», «Разорванный рубль» и «Разнотравье». Их отличали интерес к морально-нравственным проблемам, лирическая интонация в обрисовке характера, юмор. Главной темой была современная деревня.
Трилогия «Царский двугривенный» (1969), «Овраги» (1988) и «Васька» (1987) рассказывала о периодах НЭПа, коллективизации и индустриализации. Его произведения были переведены на многие западноевропейские языки, их неоднократно экранизировали: в частности, «Дело было в Пенькове» (1957), «Пришёл солдат с фронта» (1969), «Порожний рейс» (1963) и «Полёты во сне и наяву» (1983), в которых он также выступил в качестве сценариста.
Антонов также много работал в литературной критике. В 1964 году была опубликована книга «Письма о рассказе» с анализом новеллистического жанра, по мнению Клары Бикбулатовой, способствовавшая возрождению этого жанра. В 1973 году вышли литературоведческие сборники «Я читаю рассказ. Из бесед с молодыми писателями» и «От первого лица. Рассказы о писателях, книгах и словах», в 1974 году — «Слово. Из бесед с молодыми писателями». По словам Евгения Осетрова, в трудах Антонова теоретический и критический анализ сочетался «с пластикой прозы».
В 1962—1964 годах руководил сценарной мастерской на Высших курсах сценаристов и режиссёров.
С 1954 года входил в правление Союза писателей СССР, был делегатом съездов СП СССР и СП РСФСР. В 1958 году выступил на общемосковском собрании писателей, осудившем Бориса Пастернака:

Пять мудрецов, которые заседают в Шведской Академии словесности и которые решают эти вопросы, — они уже не первый раз присуждают Нобелевские премии за литературу людям, которые на это имеют не очень много права. […] И очень жалко, что в 1958 году такой фигурой, такой петрушкой для того, чтобы вести грязную, антисоветскую работу, — была выбрана фигура человека, который существовал в нашей советской писательской организации. Нашли фигуру Пастернака! Те 40 или 50 тысяч американских долларов, которые получил Пастернак, — это не премия, это благодарность за соучастие в преступлении против мира и покоя на планете, против социализма, против коммунизма. Вот что это такое! […] И вот мне кажется, что то решение, которое мы приняли об исключении Пастернака из Союза писателей,— его приняли слишком поздно, как мне кажется. Можно было бы принять это решение год тому назад. Надо дополнить это решение — решением о том, чтобы Пастернак не был не только членом Союза писателей, но не был бы и советским гражданином.
Существовало заблуждение, что Сергей Антонов был выбран Владимиром Набоковым в его «Лекциях по русской литературе» в качестве примера совершенно подавленной полицейским государством, по его мнению, советской литературы (интересно, что автор предисловия к «Лекциям…» принял всё это всерьёз и даже уточнил имя писателя, у Набокова не приведённое, — это и был, якобы, Сергей Антонов (автор «Дело было в Пенькове» и «Васьки»), у которого, конечно же, никакого романа под названием «Большое сердце» ни в 1957, ни в каком другом году, не было).
Умер 29 апреля 1995 года. Похоронен в Москве на Николо-Архангельском кладбище.

## Киносценарии
- 1954 — Зелёный Дол
- 1957 — Поддубенские частушки
- 1958 — Наш корреспондент
- 1959 — Люди на мосту
- 1960 — Разноцветные камешки
- 1961 — Алёнка
- 1962 — Порожний рейс
- 1965 — Знойный июль
- 1989 — Овраги
- 1990 — Васька

## Произведения
- повесть «Лена» (1948)
- сборник рассказов «По дорогам идут машины» (1950)
- сборник рассказов «Мирные люди» (1950)
- «Поддубенские частушки» (1950)
- повесть «Первая должность» (1952)
- повесть «Зелёный Дол» (1953—1954)
- повесть «Дело было в Пенькове» (1956)
- киноповесть «Серебряная свадьба» (1958)
- повесть «Аленка» (1960)
- рассказ «Порожний рейс» (1960)
- повесть «Петрович» (1964)
- повесть «Разорванный рубль» (1965)
- сборник рассказов «Разнотравье» (1968)
- повесть «Царский двугривенный» (1970)
- повесть «Овраги» (1987), опубликована в журнале «Дружба народов», 1988, № 1
- повесть «Васька» (1988)
- публицистическая книга «Я читаю рассказ» (1971)
- публицистическая книга «От первого лица» (1972)

## Награды и премии
- Сталинская премия третьей степени (1951) — за сборник рассказов «По дорогам идут машины» (1950)
- 2 ордена Трудового Красного Знамени[11]
- орден Отечественной войны I степени (6.4.1985)
- орден Отечественной войны II степени (30.6.1945)[3]
- орден Красной Звезды (28.10.1944)[12]
- медаль «За боевые заслуги» (6.7.1942)

## Семья
Жена — Наталья Анатольевна (1925—1998). Их дети — Ольга Антонова (род. 1937), актриса, народная артистка Российской Федерации; Александр и Андрей Антоновы, журналисты; Нина Антонова, актриса РАМТ.